# 2015 DB
2015 DB est un petit astéroïde géocroiseur d'environ 10 mètres découvert le 17 février 2015 par le Catalina Sky Survey. 
Le lendemain, 18 février 2015, à 19 h 27, 2015 DB s'est approché à environ 500 000 kilomètres (environ 1,3 distance Terre-Lune) de la Terre. Il atteignait alors une magnitude de 17.